# Encapsulamiento

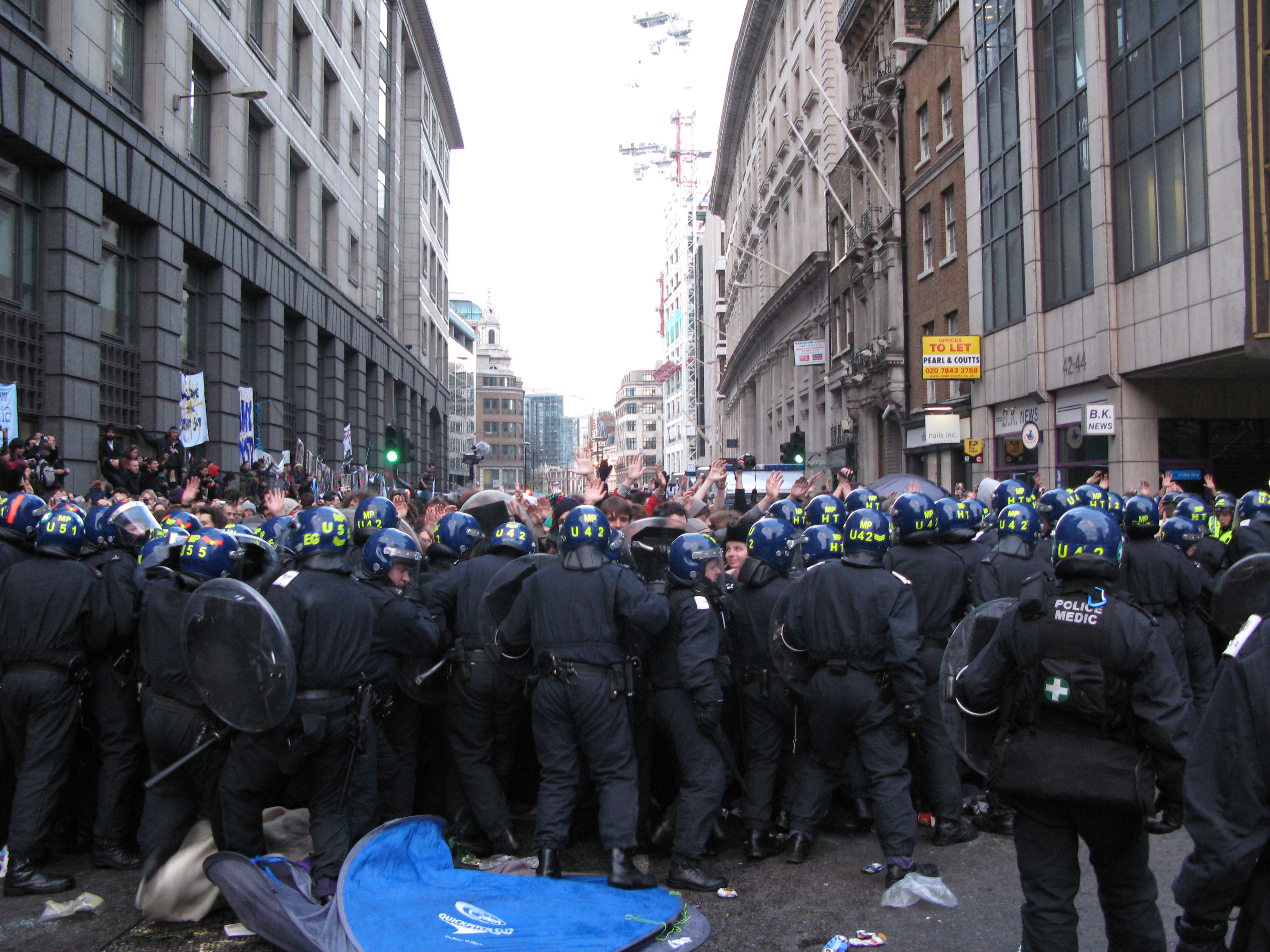
Policía antidisturbios aplicando kettling en 2009 durante las protestas del G-20 en Londres

El encapsulamiento es una táctica policial utilizada para controlar multitudes durante manifestaciones. Consiste en la formación de un gran cordón policial que confina a los manifestantes en un área limitada, durante varias horas en algunos casos, de la cual no se les permite salir o solamente se les permite salir bajo ciertas condiciones. 
Esta táctica se ha usado sobre todo en Inglaterra y en Estados Unidos. Su uso en España era sumamente limitado antes de las movilizaciones convocadas por el 15M en 2012.[cita requerida]
La táctica del encapsulamiento ha resultado ser controvertida, entre otros motivos porque implica la detención de transeúntes no vinculados a la protesta. En marzo de 2012 el Tribunal Europeo de Derechos Humanos se pronunció respaldando la legalidad del uso del encapsulamiento.